# Поијано ди Сопра (Ређо Емилија)
Поијано ди Сопра је насеље у Италији у округу Ређо Емилија, региону Емилија-Ромања.
Према процени из 2011. у насељу је живело 25 становника. Насеље се налази на надморској висини од 257 м.